# Едноцветна ела
Едноцветната ела (Abies concolor) е вид ела от семейство Борови (Pinaceae). Видът е незастрашен от изчезване.

## Разпространение
Разпространен е в южните скалисти планини на САЩ и в Мексико.